# Verborgen gebreken (dramaserie)
Verborgen gebreken is een Nederlandse dramaserie van Net5. De serie draait om het leven van een groep jonge makelaars met een makelaarskantoor in hartje Amsterdam, de opnamen gebeurden echter in Zaandam. De hoofdrollen worden in de serie gespeeld door Jennifer Hoffman, Ricky Koole, Frederik Brom en Egbert-Jan Weeber.

## Geschiedenis
Elk seizoen bestond uit 12 afleveringen. In het voorjaar van 2009 werd het eerste seizoen van de serie uitgezonden. In dit seizoen hadden Maryam Hassouni en Jeroen Krabbé een grote rol in de serie. Na het succes van het eerste seizoen werd in het voorjaar van 2010 het tweede seizoen uitgezonden. In dit seizoen kwam Nyncke Beekhuyzen de cast versterken. Eind 2010 werd bekend dat er ook een derde seizoen zou komen, het derde seizoen werd uitgezonden in het voorjaar van 2011. In dit seizoen maakten Johnny de Mol en Jelka van Houten hun opwachting in de serie. Het eerste seizoen van de serie is verkocht aan de Vlaamse zender één. Het eerste seizoen is daar van 14 april tot en met 7 juli 2009 uitgezonden.

## Hoofdrolspelers

### Hoofdrollen
| Acteur/Actrice    | Personage              | Status    |
| ----------------- | ---------------------- | --------- |
| Ricky Koole       | Noor Verboom-Rademaker | 2009-2011 |
| Jennifer Hoffman  | Puck Rademaker         | 2009-2011 |
| Egbert-Jan Weeber | Bram Bakker            | 2009-2011 |
| Frederik Brom     | Joep Verboom           | 2009-2011 |
| Maryam Hassouni   | Mouna Chabbar          | 2009      |
| Nyncke Beekhuyzen | Alexandra de Haan      | 2010      |

### Terugkerende rollen
| Acteur/Actrice     | Personage                       | Status          |
| ------------------ | ------------------------------- | --------------- |
| Jeroen Krabbé      | Bob Rademaker                   | 2009            |
| Els Ingeborg Smits | Liselore Rademaker-van der Meer | 2009-2010, 2011 |
| Vincent Croiset    | Michael van Cleef               | 2009-2011       |
| Marian Mudder      | Wendelien van Praag             | 2009            |
| Marleen Stolz      | Pascale Meijerink               | 2009            |
| Joke Tjalsma       | Iris Verboom                    | 2010            |
| Michiel de Jong    | Erik de Jager                   | 2010            |
| Jelka van Houten   | Linda van Schoonhoven           | 2011            |
| Johnny de Mol      | Sem Vos                         | 2011            |

## Afleveringen

### Seizoen 1 (2009)
Met dit seizoen gastrollen van o.a. Tijn Docter (Ruben Looiman), Truus te Selle (Heleen Moleman), Rob van de Meeberg (Eduard Brouwers), Rick Engelkes (Bart Leijendekker), Juliette van Ardenne (Wendy Veldman), Romijn Conen (Geert de Vlaeming), Jasper van Overbruggen (Victor Bovenkerk), Genio de Groot (André Dubrie) en Sanne den Hartogh (Max Hein).
| Seizoen 1 (2009) |                            |                 |                 |                 |                 |
| NR               | Aflevering                 | Uitzenddatum NL | Uitzenddatum VL | Kijkcijfers NL  | Kijkcijfers VL  |
| 1                | Afscheid en een nieuwkomer | 2 maart 2009    | 14 april 2009   | 648.000 kijkers | 493.915 kijkers |
| 2                | Het testament              | 9 maart 2009    | 21 april 2009   | 547.000 kijkers | 449.223 kijkers |
| 3                | Illegale ontruiming        | 16 maart 2009   | 28 april 2009   | 451.000 kijkers | 389.656 kijkers |
| 4                | Verhoudingen               | 23 maart 2009   | 5 mei 2009      | 483.000 kijkers | 367.221 kijkers |
| 5                | De Tuchtcommissie          | 30 maart 2009   | 19 mei 2009     | 544.000 kijkers | 311.472 kijkers |
| 6                | Mijn vader                 | 6 april 2009    | 26 mei 2009     | 421.000 kijkers |                 |
| 7                | Faalangst                  | 13 april 2009   | 2 juni 2009     | 385.000 kijkers |                 |
| 8                | Overspel                   | 20 april 2009   | 9 juni 2009     | 429.000 kijkers |                 |
| 9                | Flashbacks                 | 27 april 2009   | 16 juni 2009    | 336.000 kijkers |                 |
| 10               | Een dubbele boeking        | 4 mei 2009      | 23 juni 2009    | 402.000 kijkers |                 |
| 11               | De bekentenis              | 11 mei 2009     | 30 juni 2009    | 415.000 kijkers |                 |
| 12               | Zaak gesloten              | 18 mei 2009     | 7 juli 2009     | 385.000 kijkers |                 |

### Seizoen 2 (2010)
In het tweede seizoen werden er gastrollen gespeeld door Dieuwertje Blok (Henriëtte van den Akker), Jasper van Overbruggen (Victor Bovenkerk), Leona Philippo (Pien), Tijn Docter (Ruben Lohman), Arent-Jan Linde (Jurriaan), Leo Alkemade (Hans), Anke Engels (Madelon), Raymond Thiry (Kees) en Judith Bovenberg (Drogist).
| Seizoen 2 (2010) |                    |                  |                 |                     |                |
| NR               | Aflevering         | Uitzenddatum NL  | Uitzenddatum VL | Kijkcijfers NL      | Kijkcijfers VL |
| 1                | Ondertrouw         | 1 februari 2010  | ...             | 356.000 kijkers     | ...            |
| 2                | Liefdesverdriet    | 8 februari 2010  | ...             | 337.000 kijkers     | ...            |
| 3                | Het zesde zintuig  | 15 februari 2010 | ...             | 434.000 kijkers     | ....           |
| 4                | Vrijheid           | 22 februari 2010 | ...             | 407.000 kijkers     | ...            |
| 5                | Samenwonen         | 1 maart 2010     | ...             | 458.000 kijkers     | ...            |
| 6                | Een dubbele agenda | 8 maart 2010     | ...             | 485.000 kijkers     | ...            |
| 7                | In verwachting     | 15 maart 2010    | ...             | 429.000 kijkers     | ...            |
| 8                | De bruiloft        | 22 maart 2010    | ...             | 469.000 kijkers ... | ...            |
| 9                | De abortus         | 29 maart 2010    | ...             | 474.000 kijkers     | ...            |
| 10               | Corruptie          | 5 april 2010     | ...             | 437.000 kijkers     | ...            |
| 11               | De uitdaging       | 12 april 2010    | ...             | 397.000 kijkers     | ...            |
| 12               | Een oplossing      | 19 april 2010    | ...             | 363.000 kijkers     | ...            |

### Seizoen 3 (2011)
| Seizoen 3 (2011) |                          |                  |                |
| NR               | Aflevering               | Uitzenddatum NL  | Kijkcijfers NL |
| 1                | Een definitieve breuk    | 21 februari 2011 | ...            |
| 2                | Op eigen benen           | 8 februari 2011  | ...            |
| 3                | Schoonheid van het leven | 7 maart 2011     | ...            |
| 4                | Witwassen                | 14 maart 2011    | ...            |
| 5                | Panic Room               | 21 maart 2011    | ...            |
| 6                | Zussen                   | 28 maart 2011    | ...            |
| 7                | Improvisatie             | 4 april 2011     | ...            |
| 8                |                          | 11 april 2011    | ...            |
| 9                |                          | 18 april 2011    | ...            |
| 10               |                          | 25 april 2011    | ...            |
| 11               |                          | 2 mei 2011       | ...            |
| 12               |                          | 9 mei 2011       | ...            |